# دايجو ساساكي
دايجو ساساكي (باليابانية: 佐々木 大樹) (مواليد 17 سبتمبر 1999) هو لاعب كرة قدم ياباني.

## وصلات خارجية
- دايجو ساساكي على موقع رابطة كرة القدم اليابانية للمحترفين (اليابانية)
- دايجو ساساكي على موقع قاعدة بيانات كرة القدم.إي يو (الإنجليزية)
- دايجو ساساكي على موقع Soccerway.com (الإنجليزية)
- دايجو ساساكي على موقع عالم كرة القدم.نت (الإنجليزية)